# ロザン式 大学研究所
『ロザン式〜大学研究所〜』（ロザンしき だいがくけんきゅうじょ）は、2004年6月5日から朝日放送（ABCテレビ）の深夜番組放送枠『百万馬力』で放送されていたバラエティ番組。全8回。
お笑いコンビのロザンが関西各地の大学を巡り、そこのクラブ活動などを紹介していた。

## 出演者
- 菅広文（ロザン）
- 宇治原史規（ロザン）

| スタブアイコン | サブスタブ | この項目は、まだ閲覧者の調べものの参照としては役立たない、テレビ番組に関連した書きかけの項目です。この項目を加筆・訂正などしてくださる協力者を求めています（P:テレビ/PJ:放送または配信の番組）。 |